# サンレスタンニング
サンレスタンニング（英語：sunless tanning）は、太陽光を浴びることなく日焼けしたような肌を作ることである。

## サンレスタンニング剤
世界初のサンレスタンニング剤はシェリング・プラウグループが運営するコパトーン・ソーラー・リサーチ・センター（通称CSRC）で開発された。
日光浴や日焼けマシンによる日焼けには皮膚癌やシミなどのリスクがあり、白人の多いアメリカでは社会問題になっていた。そして、これらを回避するために開発されたのがサンレスタンニング剤だった。グリセリンを発酵させて得られるジヒドロキシアセトンや、小麦の糖から抽出されるエリトロースなどが肌の角質部分のたんぱく質と化学反応を起こし小麦色になる。太陽光による日焼けとは違い、メラニン色素を刺激することが無いためシミにはならない。使用後、1週間ほど再使用せずに放置すると元の肌の色に戻るが、深い層まで浸透するサンレスタンニング剤もある。海外ではサンレスタンニング剤をエアブラシで体に吹き付けるサロンも人気がある。
ちなみにジヒドロキシアセトンのことをDHAとも呼ぶが、一般的にDHAはドコサヘキサエン酸のことであり、混同しないよう注意が必要である。

## 主なサンレスタンニング剤のメーカー
- コパトーン
- ニュートロジーナ
- クラランス
- ナチュラ・ビセー